# 特克薩納 (北卡羅萊納州)
特克薩納（英語：Texana）是位於美國北卡羅萊納州切羅基縣的非建制地區。

## 地理
特克薩納所處的海拔為高於海平面534米（即1752英呎），而該地所採用的時區為UTC-5，即北美东部时区（EST）。同時該地設有夏令時間，為UTC-5調快一小時，即UTC-4（EDT）。